# 特威德 (喬治亞州)
特威德（英語：Tweed）是位於美國喬治亞州勞倫斯縣的一個非建制地區。該地的面積和人口皆未知。

## 地理
特威德的座標為32°25′45″N 82°45′28″W / 32.42917°N 82.75778°W，而該地的平均海拔高度為83米（即272英尺）。